# Hyphenated-Man
Hyphenated-Man – czwarty album Mike’a Watta wydany w 2011 przez wytwórnie: ORG Music i Clenched Wrench. Materiał nagrano w maju 2009 i czerwcu 2010 w „Studio G” w Nowym Jorku.

## Lista utworów
1. „Arrow-Pierced-Egg-Man” (M. Watt) – 1:18
2. „Beak-Holding-Letter-Man” (M. Watt) – 1:34
3. „Hammering-Castle-Bird-Man” (M. Watt) – 1:50
4. „Bird-In-The-Helmet-Man” (M. Watt) – 1:25
5. „Belly-Stabbed-Man” (M. Watt) – 1:14
6. „Stuffed-In-The-Drum-Man” (M. Watt) – 1:21
7. „Baby-Cradling-Tree-Man” (M. Watt) – 1:21
8. „Hollowed-Out-Man” (M. Watt) – 2:04
9. „Finger-Pointing-Man” (M. Watt) – 1:46
10. „Own-Horn-Blowing-Man” (M. Watt) – 1:37
11. „Fryingpan-Man” (M. Watt) – 1:43
12. „Head-And-Feet-Only-Man” (M. Watt) – 1:43
13. „Shield-Shouldering-Man” (M. Watt) – 1:20
14. „Cherry-Head-Lover-Man” (M. Watt) – 1:47
15. „Pinned-To-The-Table-Man” (M. Watt) – 1:33
16. „Mouse-Headed-Man” (M. Watt) – 1:16
17. „Antlered-Man” (M. Watt) – 1:40
18. „Confused-Parts-Man” (M. Watt) – 1:18
19. „Bell-Rung-Man” (M. Watt) – 1:20
20. „Boot-Wearing-Fish-Man” (M. Watt) – 1:32
21. „Thistle-Headed-Man” (M. Watt) – 1:38
22. „Funnel-Capped-Man” (M. Watt) – 1:41
23. „Blowing-It-Out-Both-Ends-Man” (M. Watt) – 1:49
24. „Jug-Footed-Man” (M. Watt) – 1:38
25. „Lute-And-Dagger-Man” (M. Watt) – 1:23
26. „Mockery-Robed-Man” (M. Watt) – 1:26
27. „Hill-Man” (M. Watt) – 1:40
28. „Hell-Building-Man” (M. Watt) – 1:14
29. „Man-Shitting-Man” (M. Watt) – 1:48
30. „Wheel-Bound-Man” (M. Watt) – 2:04

## Skład
- Mike Watt – śpiew, gitara basowa
- Tom Watson – gitara
- Raul Morales – perkusja

produkcja
- Mike Watt – producent
- Tony Maimone – inżynier dźwięku, nagranie
- John Golden – mastering